# Сателітна ДНК
Сателітна ДНК (TR-DNA (Tandem repeated DNA)) — тандемно повторювані некодуючі ділянки ДНК що складаються з коротких послідовностей, які повторюються велику кількість разів. Сателітні повтори у еукаріотах, імовірно, відіграють роль у сайт-специфічних взаємодіях і епігенетичних процесах. СатДНК також формує такі структури хромосом, як теломери та центромери, забезпечуючи стабільність та захист хроматину.
Сателітні масиви, як геномні структури, сприяють численним клітинним процесам: правильна сегрегація хромосом у клітинному циклі, регуляція експресії генів, підтримка стабільності геному. Багато сателітів транскрибуються з утворенням некодуючих РНК.
Сателіти можуть складатися з довгих повторів (від ста до кількох сотень нуклеотидів), мінісателіти (10 — 60 bp) і мікросателіти (2 — 5 bp).

## Класифікація
СатДНК класифіковані у мікросателіти, мінісателіти і макросателіти.
- Мікросателіти — також відомі як simple sequence repeats (SSRs) або short tandem repeats (STRs). Малі, у розмірі 2 — 5 bp, повторюються від 10 до 100 разів на кластер[2]. Знаходяться у різних еухроматинових частинах геному. Геном людини складається з ~3 % мікросателітів[3]. Мікросателіти формують основу теломерних регіонів, до 15 kp у хромосомах людини.
- Мінісателіти — більші за мікросателітні повтори (10 — 60 bp), зазвичай приблизно 15 bp[3], і кількість повторів варіює між 5 та 50. На відміну від мікросателітів, мінісателіти можуть зазнавати змін під час мейозу, що робить їх придатними для ДНК-відбитків і популяційних досліджень[4].
- Макросателіти — характеризуються окремими повторюваними одиницями в кілька кілобаз (кб) і мають тенденцію бути специфічними для розташування в одній або двох хромосомах[4].

## Родини сателітних ДНК людини[5]
| Сателітна родина       | Розмір ділянок, bp       | Локалізація у хромосомах людини       | Склад       |
| ---------------------- | ------------------------ | ------------------------------------- | ----------- |
| α Satellite DNA (αSAT) | 171                      | в усіх                                | АТ-насичені |
| γ Satellite DNA (γSAT) | 220                      | в усіх                                | GC-насичені |
| β Satellite DNA (βSAT) | ~68                      | Y; 1; 3; 9; 19; В усіх акроцентричних | GC-насичені |
| Satellite DNA I        | 42 A-тип (17) В-тип (25) | 3; 4; В усіх акроцентричних           | АТ-насичені |
| Satellite DNA II       | 5                        | 1; 2; 5; 7; 10; 13–17; 21; 22         | GC-насичені |
| Satellite DNA III      | 5                        | Y; 1; 3–5; 7; 9; 10; 13–18;20–22      | GC-насичені |

## Функція
Ще нещодавно, функціональна роль сатДНК відкидалася, бо ці ділянки приймалася за так звану «junk» ДНК, яка не має під собою біологічної ролі в організмах.
Дослідженнями було доведено, що сатДНК відіграють специфічну роль у регуляції геному. Було запропоновано, що сатДНК бере участь в організації хромосом, спарюванні та сегрегації. Крім того, транскрипти satDNA можуть брати участь у формуванні кінетохора, у контролі подовження теломер, кеппуванні, реплікації, в епігенетичній регуляції встановлення та підтримки гетерохроматину, у транскрипціонній відповіді під час стресу, та в регуляції експресії генів.

### α Сателітна ДНК
Альфа мономери формують HORs (High Organized Repeats), що формуються з 3-34 мономерів. Ці мотиви містять мотив CENP-B box (Centomere Protein B). Цей мотив міститься у багатьох савців, і відповідає за формування центромер de novo у людей, рекрутуючи Centromere Protein A (CENP-A) та стабілізуючи Centromere Protein C (CENP-C). Обидва білки відповідають за правильну сегрегацію кінетохора.

### γ Сателітна ДНК
Вважається, що сателітні повтори γ можуть працювати як бар'єри для розширення гетерохроматину до хромосомних плечей, будучи функціонально подібними до геномних ізоляторів. Ця теза виникла відповідно до попередніх заяв щодо існування структурних та функціональних обмежень, пов'язаних із γSAT.
Деякі антисайленсингові послідовності ДНК, також відомі як хроматинові бар'єри, є відносно рідкісним і спеціалізованим класом елементів ДНК, які розмежовують ділянки ДНК з чіткими структурами або станами хроматину. Хроматинові бар'єри обмежують гетерохроматин певними геномними ділянками — такими можуть бути γSAT.

### D4Z4
Лицево-лопаткова м'язова дистрофія (FSHD) є типом м'язової дистрофії. FSHD викликається генетичною мутацією, що призводить до дерегуляції гена DUX4. У нормі DUX4 експресується у клітинах яєчників і на дуже ранніх стадіях розвитку людини, пригнічуючись до того, як ембріону виповнюється кілька днів. У випадах FSHD, DUX4 не пригнічується належним чином, що викликає експресію протягом всього життя. DUX4 знаходиться в масиві макросателітних повторів D4Z4, серії тандемно повторюваних сегментів ДНК у субтеломерній області (4q35) хромосоми 4.

## Використання

### ДНК фінґерпринтинг (типування)
ДНК із біологічного зразка, залишеного на місці злочину, може бути проаналізована і порівняна з ДНК ймовірних підозрюваних. В інших випадках ДНК фінґерпринтинг допомагає встановити батьківство. Виділення осіб з аналізом ДНК називається ДНК-відбитком (ДНК-типуванням).
Один із підходів для визначення спорідненості ДНК між людьми базується на гібридизації ДНК до недеградованої мінісателітної ДНК. Неспоріднені люди зазвичай мають мінісателіти, які відрізняються за довжиною, але діти успадковують один набір мінісателітної ДНК послідовності від кожного з батьків.
Зразок для мінісателітного типування ДНК розщеплюється рестриктазою, а фрагменти розділяються на агарозному гелі та переносяться шляхом промокання на нейлонову мембрану. Мембрана гібридизується послідовно з чотирма або п'ятьма міченими мінісателітними зондами ДНК, кожен з яких розпізнає окрему послідовність ДНК. Після кожної реакції гібридизації, смуги, в яких зонд зв'язаний із зразком розрізаної ДНК, візуалізується авторадіографією, і візерунок смуг для кожного зразка відзначається окремо.
Мінісателітний шаблон ДНК (відбиток) представляє повторювані довжини деяких із цих послідовностей в індивіда. Через велику варіабельність послідовностей ДНК мінісателітів людини, ймовірність виявлення двох індивідів у популяції з однаковими відбитками ДНК приблизно від 1/105 до 1/108. Таким чином, мінісателітні послідовності людей такі ж унікальні, як і їх відбитки пальців.